# (1872) Hélénos
Pour les articles homonymes, voir Hélénos.
(1872) Hélénos ou (1872) Helenos est un astéroïde troyen de Jupiter. Il a été découvert le 24 mars 1971 par les astronomes Cornelis van Houten, Ingrid van Houten-Groeneveld et Tom Gehrels à l'observatoire Palomar.

## Caractéristiques
Il partage son orbite avec Jupiter autour du Soleil au point de Lagrange L5, c'est-à-dire qu'il est situé à 60° en arrière de Jupiter.
Son nom fait référence à Hélénos le prince troyen. 
Sa désignation provisoire était 1971 FG.